# Liste der Bodendenkmale in Emsbüren
In der Liste der Bodendenkmale in Emsbüren sind die Bodendenkmale der niedersächsischen Gemeinde Emsbüren aufgeführt. Die Quelle ist der Denkmalatlas Niedersachsen.
- Bitte beachten Sie, dass diese Liste keinen Anspruch auf Vollständigkeit erhebt.
- Die Angaben ersetzen nicht die rechtsverbindliche Auskunft der zuständigen Denkmalschutzbehörde.
- Es sind nur Daten aus dem Denkmalatlas verarbeitet.
- Der Stand der Liste ist der 28. März 2025.

Emsbüren im Landkreis Emsland

## Allgemein
In den Spalten finden sich folgende Informationen des Bodendenkmales:
| Lage         | geographische Koordinaten                                                           |
| Bezeichnung  | Bezeichnung lt. Denkmalatlas                                                        |
| Beschreibung | Beschreibung lt. Denkmalatlas                                                       |
| ID           | Objekt-ID                                                                           |
| Bild         | Bild, ggf. zusätzlich mit Link zu weiteren Fotos im Medienarchiv Wikimedia Commons. |

## Ahlde
| Lage                        | Bezeichnung         | Beschreibung | ID       | Bild |
| --------------------------- | ------------------- | --- | -------- | ---- |
| 52° 22′ 23″ N, 7° 17′ 44″ O | Ahlde 1, Steinkreuz | Gruppe von 2 Steinkreuzen (FStNr. 1/1, in der Mitte stehend und 1/2, im Süden stehend) sowie dem Stumpf eines dritten (FStNr. 1/3, im Norden stehend), jeweils ca. 2 m voneinander entfernt. - FStNr. 1/1: Wuchtiges Steinkreuz, stark beschädigt, Kopf schräg abgeschlagen. Stammbreite 31 cm; Armhöhe außen (die Winkel zwischen Armen und Kopf sind gerundet) 29 cm; Höhe 78 cm; Armlänge. 96 cm; Dicke ca. 20 cm. - FStNr. 1/2: Steinkreuz mit mehreren Abschlagschäden; rechter Arm fehlt. Stammbreite 26 cm; erhaltene Armlänge 47 cm; Dicke ca. 20 cm; Höhe 75 cm; Armhöhe 21 cm. - FStNr. 1/3: Stumpf eines Steinkreuzes. Vermutlich ursprünglich ähnliche Größe wie FStNr. 1/2; Stammbreite 20 cm; Dicke 20 cm; Höhe 20 cm (oben abgerundet). | 28986889 | BW   |
| 52° 20′ 11″ N, 7° 19′ 26″ O | Ahlde 2, Grabhügel  | Durchmesser ca. 13 m und Höhe ca. 1,3 m. Rund, flache Gipfelmulde. Fast bis zur Hälfte in der Ost- und Nordhälfte abgetragen. | 28985081 | BW   |
| 52° 20′ 8″ N, 7° 19′ 28″ O  | Ahlde 3, Grabhügel  | Durchmesser ca. 16 m und Höhe ca. 1,4 m. Rund, flache Gipfelmulde. | 28985082 | BW   |
| 52° 22′ 36″ N, 7° 18′ 18″ O | Ahlde 4, Grabhügel  | Durchmesser ca. 19 m und Höhe ca. 1,3 m. Rund, Gipfelverebnung. Durch Angrabungen stellenweise beschädigt, größere Eingrabung. | 28985175 | BW   |
| 52° 21′ 21″ N, 7° 20′ 2″ O  | Ahlde 5, Siedlung   | | 28988479 | BW   |
| 52° 20′ 58″ N, 7° 20′ 36″ O | Ahlde 8, Deich      | Sehr niedriger, SW-NO orientierter Deich, der parallel zur Ems verläuft. Höhe 0,8 m, Breite 5,0 m. - Teilstück ID: 38055662 | 28985176 | BW   |

## Bernte
| Lage                        | Bezeichnung                      | Beschreibung | ID       | Bild |
| --------------------------- | -------------------------------- | --- | -------- | ---- |
| 52° 26′ 1″ N, 7° 19′ 12″ O  | Bernte 8, Burg im Schulten Brook | Meist gut erkennbarer Wall umfasst die ovale Anlage (ca. 180 × 110 m), die sich leicht erhöht vom umgebenden sumpfigen Niederungsgelände mit Entwässerungsgräben abhebt. Wallbreite ca. 15 m; Wallhöhe zum umgebenden Gelände 1,5 – 2,5 m; Wallhöhe zum innenliegenden Gelände ca. 1,0 m. Wallkrone mit abgerundetem Profil. Im Innenbereich sind eine kleine unförmige Erhebung sowie eine Senke erkennbar. Ein kleiner Fahrweg durchzieht die Anlage etwa von Süden nach Nordosten. Schriftliche Quellen, die Aufschlüsse über die Ringwallanlage Schulten Brook geben können, sind nicht bekannt. Nach einer lokalen Überlieferung war der ursprüngliche Sitz der umliegenden Höfe Schulte, Fehren und Höffker im Bereich der Wallanlage. Kleinere Sondagen innerhalb der Anlage haben hochmittelalterliche Kugeltopfscherben erbracht. Dem Fundmaterial, der Größe und Form sowie dem Ringwall nach handelt es sich hierbei um einen hochmittelalterlichen, vielleicht sogar frühmittelalterlichen Ringwall. | 28985178 | BW   |
| 52° 26′ 15″ N, 7° 18′ 46″ O | Bernte 13, Steinkreuz            | Aus Sandstein, sauber gearbeitet, gut erhalten. Höhe 118 cm; Breite (Armlänge) 80 cm; Dicke 23 cm. Die abgeschrägten Kanten geben Kopf, Stamm und Querarm achteckigen Querschnitt. Füllecken gestalten das Kreuzungsfeld als Kreisscheibe (Dm. 36 cm). Oben mehrere napfartige Vertiefungen. | 28985179 | BW   |

## Elbergen
| Lage                        | Bezeichnung             | Beschreibung | ID       | Bild |
| --------------------------- | ----------------------- | --- | -------- | ---- |
| 52° 27′ 37″ N, 7° 18′ 53″ O | Elbergen 1, Wall        | Etwa rechtwinklige Grundform. Ost-West-Ausdehnung ca. 2,5 m; Nord-Süd-Ausdehnung noch ca. 80 m. Breite an der Sohle 19 – 23 m, Höhe 2,0 – 2,8 m. - Teilstück ID: 35545564 | 28986901 | BW   |
| 52° 26′ 13″ N, 7° 14′ 35″ O | Elbergen 32, Steinkreuz | Höhe 79 cm; Breite (Armlänge) 70 cm; Dicke 16 cm. Steinkreuz aus Sandstein mit nach außen leicht verbreitertem und nach einem Absatz gerundet endenden Kopf und Querarm und leicht keilförmigen Schaft. Vorn auf Kopf und Querarm in etwas ungelenken Versalien, folgende Inschrift: 1873 - 18. - MAI - B. Dulle | 28985180 | BW   |

## Emsbüren
| Lage                       | Bezeichnung                        | Beschreibung | ID       | Bild |
| -------------------------- | ---------------------------------- | --- | -------- | ---- |
| 52° 23′ 21″ N, 7° 16′ 9″ O | Emsbüren 1, Hünenburg bei Emsbüren | Rundlicher Grundriss, der Innendurchmesser beträgt 50 – 60 m. Der innere Wall von 12 m Breite und 2,70 m Höhe ist von einem 8 m breiten und 4 m tiefen Spitzgraben umgeben. Toreingänge im Südosten, Südwesten und Nordwesten. Vorgelagert sind ein flacherer, umlaufender Vorwall und im Osten zwei weitere flache Vorwälle. Bei den archäologischen Untersuchungen fanden sich in der südöstlichen Walllücke keine Spuren einer Torkonstruktion. Analog dazu weist der Wall keine Holzeinbauten auf. Im Inneren wurden zwei einfache Pfostenbauten von 19 × 8 bzw. 20 × 8 m Größe ergraben. Wall-Graben-Anlage ist sehr gut erhalten. | 28985177 |      |

## Leschede
| Lage                        | Bezeichnung            | Beschreibung | ID       | Bild |
| --------------------------- | ---------------------- | --- | -------- | ---- |
| 52° 24′ 54″ N, 7° 16′ 0″ O  | Leschede 1, Grabhügel  | Durchmesser ca. 18 m und Höhe ca. 1,3 m. Flache Mulde in der Kuppe. Nordwesthälfte bei Anlage eines Feldweges abgetragen. Südosthälfte erhalten und ebenmäßig gewölbt; jedoch mit einer alten rechteckigen Eingrabung in der unteren Hälfte. Rand schwach abgesetzt. | 28988829 | BW   |
| 52° 24′ 29″ N, 7° 15′ 11″ O | Leschede 2, Grabhügel  | Durchmesser ca. 8 m und Höhe ca. 0,8 m; gleichmäßig rund, Rand abgesetzt. Flache Einsenkung in der Mitte; Kaninchenlöcher. | 28962411 | BW   |
| 52° 24′ 27″ N, 7° 15′ 10″ O | Leschede 3, Grabhügel  | Durchmesser ca. 18 m und Höhe ca. 1,7 m; östlich abgeflacht, flache Gipfelmulde. | 28962413 | BW   |
| 52° 24′ 36″ N, 7° 18′ 48″ O | Leschede 5, Steinkreuz | Einfaches Steinkreuz aus Sandstein. Kopf, Arme und Schaft sind gerade. Das Kreuz steht in NNO-SSW Richtung. Schafthöhe 85 cm, Breite 83 cm, Dicke 20 cm, Kopfhöhe 31 cm, Armbreite 33 cm nach Süden, Armbreite 30 cm nach Norden, Kreuz steht auf einem Steinsockel, Maße 63 × 46 cm. Gleichmäßig gearbeitet; Kopf und Armenden angewittert und beschädigt. Der Stamm ist anscheinend früher einmal verkürzt worden und steckt in einem Sandsteinsockel. | 28962414 | BW   |
| 52° 24′ 40″ N, 7° 19′ 40″ O | Leschede 7, Deich      | NNW-SSO verlaufender Deich. Im Süden ca. 20 m vor der Terrassenkante abbrechend, im Norden auf ansteigender Insel-Terrasse auslaufend. An der Außenseite nach Norden zu ansteigendes Gelände. Länge 160 m; Breite bis 16 m; Höhe 1,70. - Teilstück ID: 35617152 | 28962415 | BW   |
| 52° 24′ 43″ N, 7° 16′ 39″ O | Leschede 47, Grabhügel | Durchmesser ca. 16 m und Höhe ca. 0,6 m. Rest. In der Mitte runde muldenförmige Eingrabung von ca. 10 m Durchmesser, so dass der Rand wallförmig erscheint. | 28962416 | BW   |
| 52° 24′ 42″ N, 7° 16′ 40″ O | Leschede 48, Grabhügel | Durchmesser ca. 16 – 18 m und Höhe ca. 1,2 – 1,3 m. Ebenmäßig gewölbt, Rand tw. schwach abgesetzt, tw. allmählich auslaufend. Einige Kaninchenlöcher. | 28962417 | BW   |
| 52° 24′ 43″ N, 7° 16′ 38″ O | Leschede 49, Grabhügel | Durchmesser ca. 19 m und Höhe ca. 1,2 – 1,6 m. Rand abgesetzt. In der Mitte eine alte 7 m weite Eingrabung, zahlreiche Kaninchenlöcher. | 28962418 | BW   |
| 52° 24′ 28″ N, 7° 15′ 11″ O | Leschede 53, Grabhügel | Durchmesser ca. 7 m und Höhe ca. 0,6 m. Rund. Kuppe abgeflacht. Kaninchenbauten. | 28962419 | BW   |

## Listrup
| Lage                        | Bezeichnung          | Beschreibung | ID       | Bild |
| --------------------------- | -------------------- | --- | -------- | ---- |
| 52° 22′ 2″ N, 7° 21′ 37″ O  | Listrup 2, Grabhügel | Durchmesser ca. 18 m und Höhe ca. 1,25 m. Rund, flache Gipfelmulde. | 28962410 | BW   |
| 52° 22′ 0″ N, 7° 21′ 34″ O  | Listrup 3, Grabhügel | Durchmesser ca. 18 m und Höhe ca. 0,9 m. Rund. | 28962420 | BW   |
| 52° 21′ 26″ N, 7° 20′ 50″ O | Listrup 5, Wall      | Am Südwestende der unteren Niederterrasse ein rechtwinkeliger Deich oder Wall, an dessen Südseite ein Hohlweg liegt. Der eigentliche Wall hat eine Länge von etwa 62 m, nach Norden und nach Osten geht er über in die Kante der dortigen Niederterrasse. Der Südwall ragt 1,70 m (in der Mitte) bis 2,10 m (an der Ecke) über den Hohlweg; der Westwall liegt 50 m von der Ecke noch 1 m über der Grabensohle. Weiter nordwärts steigt das Gelände außerhalb der Anlage allmählich bis zum Niveau des innenliegenden Geländes an. - Teilstück ID: 38055434 | 28962421 | BW   |
| 52° 20′ 46″ N, 7° 21′ 11″ O | Listrup 6, Wall      | Teilstück ID: 38057401 | 28962422 | BW   |
| 52° 22′ 42″ N, 7° 20′ 36″ O | Listrup 7, Wall      | Teilstück ID: 38040092 | 28962424 | BW   |

## Mehringen
| Lage                        | Bezeichnung                | Beschreibung | ID       | Bild           |
| --------------------------- | -------------------------- | --- | -------- | -------------- |
| 52° 22′ 32″ N, 7° 19′ 11″ O | Mehringen 1, Großsteingrab | Ernst Sprockhoff beschreibt in seinem Atlas zur Megalithkultur Deutschlands aus dem Jahre 1975 das Großsteingrab wie folgt: „Lange Steinkammer in Richtung Nordost-Südwest. Die Trägersteine - zwei Abschlußsteine, sieben Träger der nördlichen und fünf der südlichen Langseite - sind in situ vorhanden. Es fehlen lediglich zwei Träger der südlichen Langwand. Vorhanden sind überdies drei Decksteine, der mittlere nicht unbeschädigt, die in der Kammer liegen. Die lichte Weite der sich zu den Enden verschmälernden Kammer beträgt 12,3 m : 1,2 m bis 1,7 m an den Enden und 2 m in der Mitte. Von der ehemals vorhanden gewesenen, sicherlich ovalen Einfassung ist ein einziger Stein im Osten noch vorhanden. Der flache Hügel, in dem das Grab liegt, ist 22 m lang und 18 m breit.“ Die Anlage entspricht auch heute noch dieser Beschreibung. | 28962427 | Weitere Bilder |
| 52° 22′ 29″ N, 7° 19′ 14″ O | Mehringen 2, Großsteingrab | Ernst Sprockhoff beschreibt in seinem Atlas zur Megalithkultur Deutschlands aus dem Jahre 1975 das Großsteingrab wie folgt: „Lange Steinkammer in ovaler Einfassung. Die Richtung ist Nordnordost zu Südsüdwest. Im Südwesten steht der Träger der Schmalseite in situ. Sein Gegenüber ist vorhanden, jedoch etwas verschoben. An der nordwestlichen Langseite sind noch zehn oder elf von vermutlich ursprünglich elf oder zwölf Trägern erhalten. Sie stehen nahezu sämtlich noch in situ, hier und da vielleicht etwas verschoben. Allerdings ist der fünfte oder sechste von Südwesten her gezählt, der den Tordeckstein trug, nach innen gefallen. Auf der anderen Langseite sind auch zehn Träger vorhanden, von denen aber nur noch sechs in situ stehen. Es sind noch neun Decksteine vorhanden, von denen der Tordeckstein besonders wuchtig, allerdings nicht der mächtigste ist. Der nordöstlich von ihm liegende Deckstein ist 3,5 m lang, 2,3 m breit und 1,6 m dick. Die lichte Weite der sich zu den Enden verjüngenden Kammer beträgt 20,5 m : 1,8 m bis 1,4 m. Der Gang wird nahezu 3 m lang und 0,8 m bis 1 m breit gewesen sein. Von der Umfassung sind noch 23 Steine zu sehen, die meisten sind nach außen gefallen, doch sind hinreichend in situ befindliche vorhanden, die die Rekonstruktion einer das Grab umgebenden engen ovalen Einfassung erlauben.“ Die Anlage entspricht auch heute noch dieser Beschreibung. | 28962425 | Weitere Bilder |
| 52° 22′ 28″ N, 7° 19′ 14″ O | Mehringen 3, Großsteingrab | Ernst Sprockhoff beschreibt in seinem Atlas zur Megalithkultur Deutschlands aus dem Jahre 1975 das Großsteingrab wie folgt: „Rest einer Steinkammer in Richtung Nordnordost-Südsüdwest. Die Steinkammer liegt tief in der Erde eines 1 m hohen, 26 m langen und 17 m breiten Erdhügels. Es sind vier Decksteine und zwei Tragsteine zu sehen sowie der Rest der Umfassung in sieben Steinen.“ Die Anlage entspricht auch heute noch dieser Beschreibung. | 28962522 | Weitere Bilder |
| 52° 22′ 31″ N, 7° 19′ 13″ O | Mehringen 4, Steinkreuz    | Höhe 70 cm, Breite 52 cm, Dicke 20 cm, auf quadratischen Sockel. Das bis auf Abschlagschäden am Kopf gut erhaltene wuchtige Steinkreuz hat ungleiche Arme und im Verhältnis zu diesen einen hohen Kopf. | 28962523 | BW             |
| 52° 23′ 34″ N, 7° 19′ 24″ O | Mehringen 5, Steinkreuz    | Sehr gleichmäßig gearbeitetes, stark demoliertes Steinkreuz vom gleicharmigen Typus. Gefaste Kanten an Stamm und Armen zeigen einen achteckigen Querschnitt. Ein Arm durch Abschläge verkürzt. Der Kopf fehlt ganz. | 28962524 | BW             |
| 52° 22′ 23″ N, 7° 18′ 36″ O | Mehringen 7, Grabhügel     | Durchmesser ca. 10 m und Höhe ca. 0,5 m. Rund, an den Randbereichen stark auslaufend. | 28962423 | BW             |
| 52° 22′ 23″ N, 7° 18′ 37″ O | Mehringen 8, Grabhügel     | Durchmesser ca. 23 m und Höhe ca. 1,3 m. Rund. Große Gipfelmulde (Dm. ca. 7 m, T. ca 0,90 m); Tiergänge. auslaufend. | 28962526 | BW             |
| 52° 22′ 50″ N, 7° 20′ 18″ O | Mehringen 12, Deich        | Breiter, relativ flacher Deich. Länge 100 m; Breite 9,5 m; Höhe 0,8 – 0,9 m. Der Deich verbindet eine nordöstlich ligende und eine weiter südwestlich liegende Inselterrasse und trennt an dieser Stelle die nördlich angrenzende Aue-Niederung vom Flussbett der Ems. - Teilstück ID: 35617336 | 28962527 | BW             |